# Kuyumcuköy, Çubuk
Kuyumcu là một xã thuộc huyện Çubuk, tỉnh Ankara, Thổ Nhĩ Kỳ. Dân số thời điểm năm 2011 là 50 người.